# Pink Tape
Albums de f(x)
Electric Shock
(2012) Red Light
(2014)
Singles
1. Rum Pum Pum Pum
Sortie : 29 juillet 2013

Pink Tape est le deuxième album studio du girl group sud-coréen f(x). L'album est sorti le 29 juillet 2013 sous SM Entertainment. Pink Tape est le premier album studio du groupe en plus de deux ans, le dernier étant la réédition de leur premier album Pinocchio sous le titre de Hot Summer en 2011, et la première sortie coréenne depuis plus d'un an avec la sortie d'Electric Shock en 2012. L'album s'est positionné à la première place sur plusieurs programmes de classement musicaux, y compris à l'échelle internationale sur le Billboard's World Albums et le South Korea's Gaon charts.

## Annonce et réception
Le 6 mars 2013, Sulli fait allusion à la possibilité d'un come-back du groupe sur son compte me2day. Plus tard, en Mars, f (x) effectue au SXSW un festival de musique à Austin, Texas, devenant ainsi le premier acte de K-Pop à le faire. Alors aux États-Unis, F(x) s'envole pour Los Angeles pour répéter la chorégraphie de leurs prochain album avec le chorégraphe Kevin Maher.
À Los Angeles, le groupe tourne un court-métrage avec Anna Kendrick pour le site comique Funny or Die. Dans les coulisses, le groupe donne une interview à l'émission Danny From L.A., sur Mnet América, au cours de laquelle les membres Amber et Krystal déclarent qu'elles travaillent sur la chorégraphie d'une nouvelle chanson, mais n'avaient « aucune idée » de la date à laquelle elle sera dévoilée. Amber ajoute plus tard que le groupe n'a pas encore enregistré la chanson-titre et se trouve dans un processus de « sélection et de choix ».
En juin 2013, un clip à partir d'une prochaine émission de variétés f(x), intitulé "Go f(x)!" est diffusé sur Dailymotion. Il montre le groupe en répétition avec Kevin Maher. Le 9 juillet, un représentant de la S.M. Entertainment déclarée que le retour du groupe est prévu, mais que la production « [est] toujours à la recherche d'une date de retour spécifique ».

## Sortie et promotion
Le 17 juillet, S.M. Entertainment annonce que f(x) serait de retour sur le marché de la musique sud-coréenne avec leur deuxième album studio, Pink Tape , le 29 juillet 2013, après un an d'absence. Ce jour-là S.M. publie un film sur leur compte officiel YouTube, montrant la séance photo pour la pochette de l'album avec pour fond musical la piste "Shadow".  Le 23 juillet, la liste des pistes est confirmée, avec un total de 12 titres sur l'album. Le même jour, la couverture de l'album et un medley sont révélés. Pink Tape  est publié le 29 juillet 2013, sur supports physique et en format numérique. Le 25 juillet, Mnet diffuse en exclusivité Go F(x)!.

## Composition
Rum Pum Pum Pum, le titre principal est une chanson dance-pop. Lyrique, il compare le premier amour avec les dents de sagesse. Les f(x) se comparent aux molaires dans un autre de leurs métaphores, avec des paroles comme: « Attention boys! I’m a bit different / I pushed aside all the others and took my place, » et « I will pierce through your heart’s wall and grow ». La chanson arrive en tête du Billboard KPop Hot 100 chart, devenant le premier single numéro un pour le groupe au Billboard Korea charts.  La musique montre f(x) dansant une chorégraphie par Jillian Meyers,. Le clip dispose de trois scènes : l'une blanche, une chambre rose avec des bordures rose brillantes et une autre salle rouge avec des lumières sur les côtés. Tout au long de la vidéo, la caméra se concentre sur la chorégraphie, et zoome sur chaque membre du groupe marchant sur l'ensemble de la salle blanche avec des fleurs flottantes.
Shadow est une chanson artsy, de genre pop alternative et disposant de quelques instruments non-traditionnels, tels que le xylophone carillons, pour produire ses sons uniques. La chanson a été composée et arrangée par une équipe de compositeurs qui comprenaient les auteurs-artistes Britanniques Sophie Ellis-Bextor et Cathy Dennis  et le producteur de musique américain Rob Fusari. Dennis a fait ses débuts dans la production en K-pop avec Shadow. Les paroles de la chanson ont été écrites par Jun Gan-di, qui a également écrit Rum Pum Pum Pum.
Step est une chanson electro house. L'arrangement fait usage d'instruments lourds, en particulier la batterie, la basse et le saxophone. Step ainsi que la dernière piste de l'album, Ending page, ont toutes deux été composées et arrangées par les auteurs-compositeurs vétérans Fingazz et Glen Choi, membres de la société de production de musique Artisans Musique. Les deux ont fait leur entrée dans l'industrie de la musique sud-coréenne avec cette première collaboration avec f(x). La chanteuse française Aria Crescendo participe à la production de la chanson. Les paroles sont écrites par le parolier Jo Yun-gyeong.
Goodbye Summer marque la première fois d'Amber qui a composé elle-même une piste et aussi la première fois que l'équipe producteur de musique NoizeBank collabore avec f(x) dans la composition. Gen Neo de NoizeBank a effectué les arrangements de la chanson en utilisant la plupart du temps des instruments acoustiques pour la musique de fond. Amber rappe tandis que chanteurs Luna et Krystal chantent avec D.O. des Exo. Amber a initialement écrit les paroles en anglais, tandis que Kim Young-hoo a écrit de nouvelles paroles en coréen (tout en gardant la section de rap anglais d'Amber). Selon Amber, Krystal a contribué à faire de la chanson de l'album, quand elle a plaidé en faveur de son inclusion après avoir entendu la démo à partir du lecteur de musique d'Amber. Amber enregistrera plus tard une version anglaise de la chanson avec ses paroles originales sur son EP solo avec Eric Nam.
Airplane est appartient à la musique électronique et utilise instruments lourds. La chanson est composée et arrangée par une équipe de producteur de musique norvégienne : Martin Mulholland de Dsign Musique, Julia Fabrin et Tim McEwan. Julia Fabrin a fait ses débuts dans la composition K-Pop avec Airplane. Les paroles sont écrites par le parolier Misfit.
No More est un titre au style rétro dans le genre musique soul. L'instrumental est semblable au xylophone de Shadow.  Les origines de la chanson viennent d'une piste de la chanteuse américaine Ariana Grande qui a été enregistrée pendant les sessions pour son premier album Yours Truly. Intitulée Boyfriend Material, la chanson a été une favorite de Grande (comme l'une des premières chansons qu'elle a écrites), mais il n'a finalement pas fait partie de l'album,.  Les dirigeants de Republic Records ont ensuite vendu les droits à la chanson à SM Entertainment. La chanson a été légèrement ré-arrangée et composée par les auteurs-compositeurs vétérans Alex Cantrall, Dwight Watson et Jeff Hoeppner. Comme les paroles de Grande n'avaient pas été achetées, les paroles de la chanson ont été écrites par Dana, qui a fait ses débuts dans la carrière d'auteur-compositeur avec No More.

## Liste des titres
※ Bold track title means it is the title track in the album.
| No  | Titre                                                        | Durée |
| --- | ------------------------------------------------------------ | ----- |
| 1.  | Rum Pum Pum Pum (첫 사랑니; Cheot Sarangni)                  | 3:18  |
| 2.  | Shadow (미행 (그림자); Mihaeng (Geurimja))                   | 3:30  |
| 3.  | Pretty Girl                                                  | 3:06  |
| 4.  | Kick                                                         | 3:38  |
| 5.  | Signal (시그널)                                              | 3:21  |
| 6.  | Step                                                         | 3:36  |
| 7.  | Goodbye Summer (f(Amber+Luna+Krystal) (feat. D.O. of EXO-K)) | 3:11  |
| 8.  | Airplane                                                     | 3:34  |
| 9.  | Toy                                                          | 3:12  |
| 10. | No More (여우 같은 내 친구; Yeou Gat-eun Nae Chingu)         | 3:36  |
| 11. | Snapshot                                                     | 2:50  |
| 12. | Ending Page                                                  | 3:58  |

## Classements officiels

### Classements des albums
Classements hebdomadaires
| Region        | Chart                           | Peak position |
| ------------- | ------------------------------- | ------------- |
| South Korea   | Gaon Weekly Albums Chart        | 1             |
| Japan         | Oricon Weekly Albums Chart      | 30            |
| United States | États-Unis (Heatseekers Albums) | 21            |
| United States | Billboard World Albums Chart    | 1             |

Classements mensuels
| Region      | Chart                                 | Peak position |
| ----------- | ------------------------------------- | ------------- |
| South Korea | South Korea Gaon Monthly Albums Chart | 4             |